# Dactylispa angusta
Dactylispa angusta is een keversoort uit de familie bladkevers (Chrysomelidae). De wetenschappelijke naam van de soort werd in 1917 gepubliceerd door Raffaello Gestro.